# Mount Elbert
Mount Elbert is een berg in de Amerikaanse staat Colorado, 20 km ten zuidwesten van Leadville. Met zijn 4401 meter is het de hoogste berg van de Rocky Mountains en na Mount Whitney de hoogste van de Contiguous States. 
Mount Elbert is relatief eenvoudig te beklimmen (na voldoende acclimatisering) en dus erg populair bij bergbeklimmers. 

## Zie ook

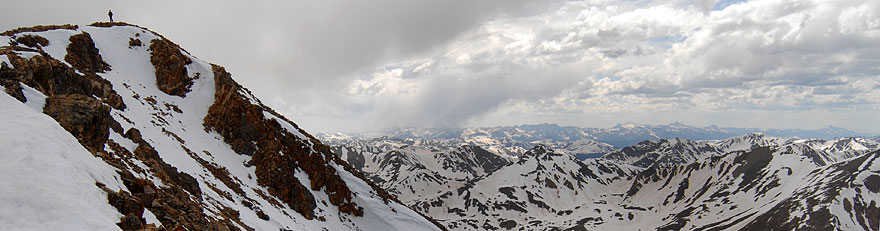
Panoramafoto van Mount Elbert in juni